# Megachile baeri
Megachile baeri är en biart som beskrevs av Joseph Vachal 1904. Megachile baeri ingår i släktet tapetserarbin, och familjen buksamlarbin. Inga underarter finns listade i Catalogue of Life.